# Yesenia Barrientos
Yesenia Barrientos Castro (Santa Cruz de la Sierra, Bolivia; 11 de junio de 1994) es una reina de belleza, modelo y bailarina boliviana. Fue la Miss Bolivia Supranacional 2016.

## Biografía
Yesenia Barrientos nació el 11 de junio de 1994 en la ciudad de Santa Cruz de la Sierra. Comenzó sus estudios escolares en el 2000, saliendo bachiller el año 2011 en su ciudad natal. 
Incursionó en el ámbito del baile en 2004, cuando tenía apenas 10 años de edad. El año 2009, a sus 15 años de edad, Yesenia se embarazó de su primera hija, la cual nacería ese mismo año. En 2016, ya con 22 años, Yesenia Barrientos participaría en el certamen de belleza Miss Santa Cruz. Salió en segundo lugar al ser elegida como Señorita Santa Cruz 2016.  

### Miss Bolivia 2016
Yesenia participó en el Miss Bolivia 2016 donde salió en cuarto lugar, siendo coronada como la Miss Bolivia Supranacional 2016. Participó también en el concurso de belleza Miss Atlántico, llevado a cabo en la ciudad de Montevideo, Uruguay, donde salió elegida como la ganadora de ese concurso.

### Red PAT (2017-actualidad)
En enero de 2017, Yesenia Barrientos incursionó por primera vez a la televisión boliviana como bailarina del programa nocturno "No Mentiras" (conducido por Jimena Antelo) en reemplazo de la modelo Fabiana Villarroel.